# Le tre grazie (De Ferrari)
Le tre grazie è un disegno su carta greggia controfondata del pittore genovese Lorenzo De Ferrari conservato al Gabinetto Disegni e Stampe di Palazzo Rosso ai Musei di Strada Nuova a Genova

## Storia e descrizione
Le tre figure femminili provengono dalla raccolta dello scultore, storiografo e collezionista genovese Santo Varni. Si tratta di uno studio relativo alla rappresentazione delle Tre Grazie raffigurate da Lorenzo De Ferrari nel Colloquio di Venere con Giove affrescato dall'artista  sulla volta della Galleria dorata del Palazzo Carrega poi Cataldi (oggi sede della Camera di Commercio) di Genova.

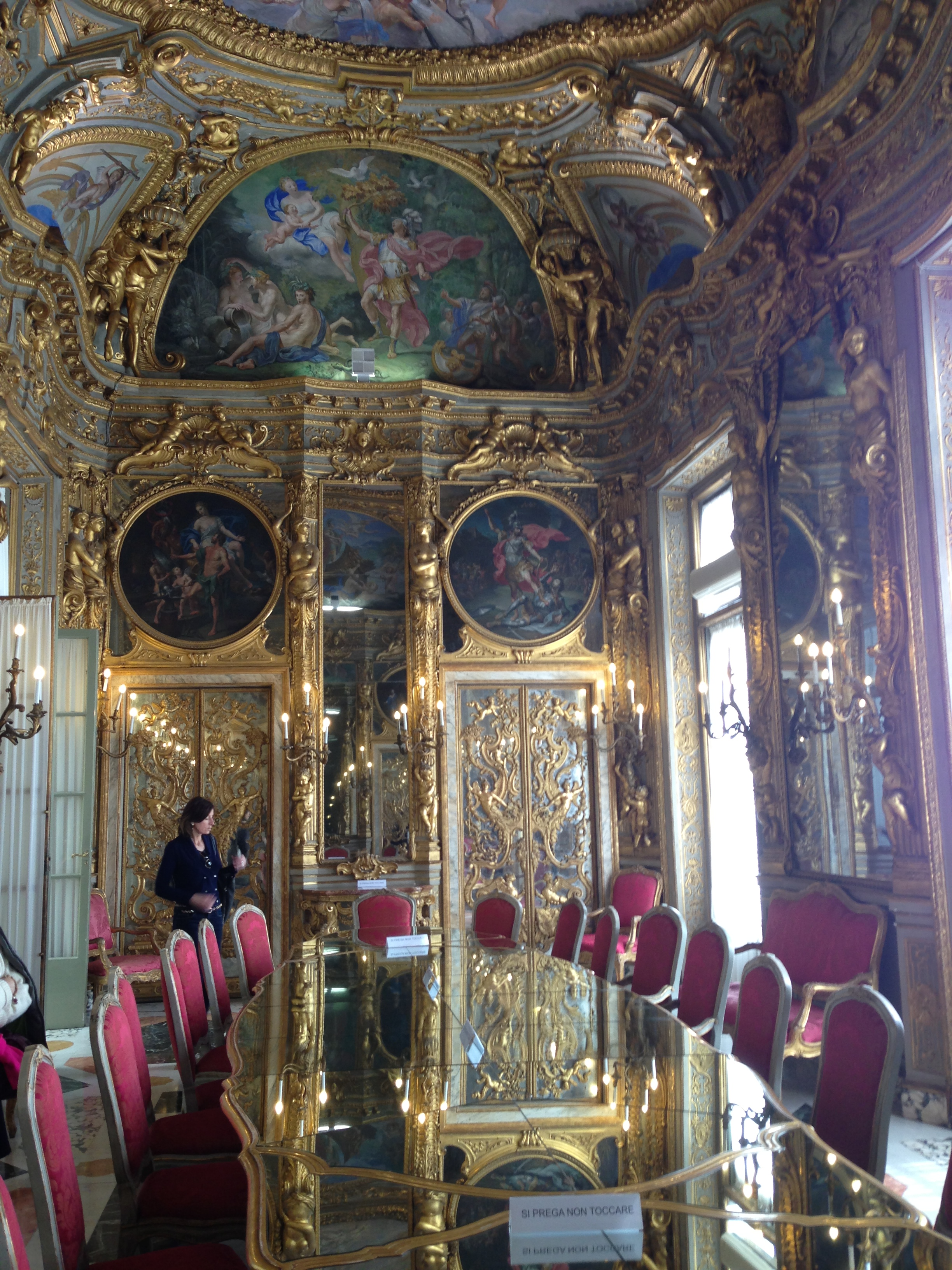
Galleria dorata a Palazzo Carrega-Cataldi

La scena tratta dall' Eneide illustra il momento in cui Venere va a invocare la protezione di Giove per il figlio Enea, perseguitato da Giunone. Nel poema questo episodio è lo snodo tra le vicende troiane dell'eroe e il futuro della grandezza di Roma. Anche nella narrazione eseguita da De Ferrari, che comprende in tutto sette episodi, costituisce il momento centrale ed occupa quasi l'intero spazio della volta.
La committenza dell'intero apparato decorativo, realizzato fra il 1742 e il 1744, spetta alla famiglia Carrega che aveva rilevato l'edificio costruito fra il 1558 e il 1561 per Tobia Pallavicino. I dipinti e gli affreschi sono completati da cornici in stucco progettate sempre da Lorenzo De Ferrari ma realizzati da Diego Carloni.